# Baile urbano

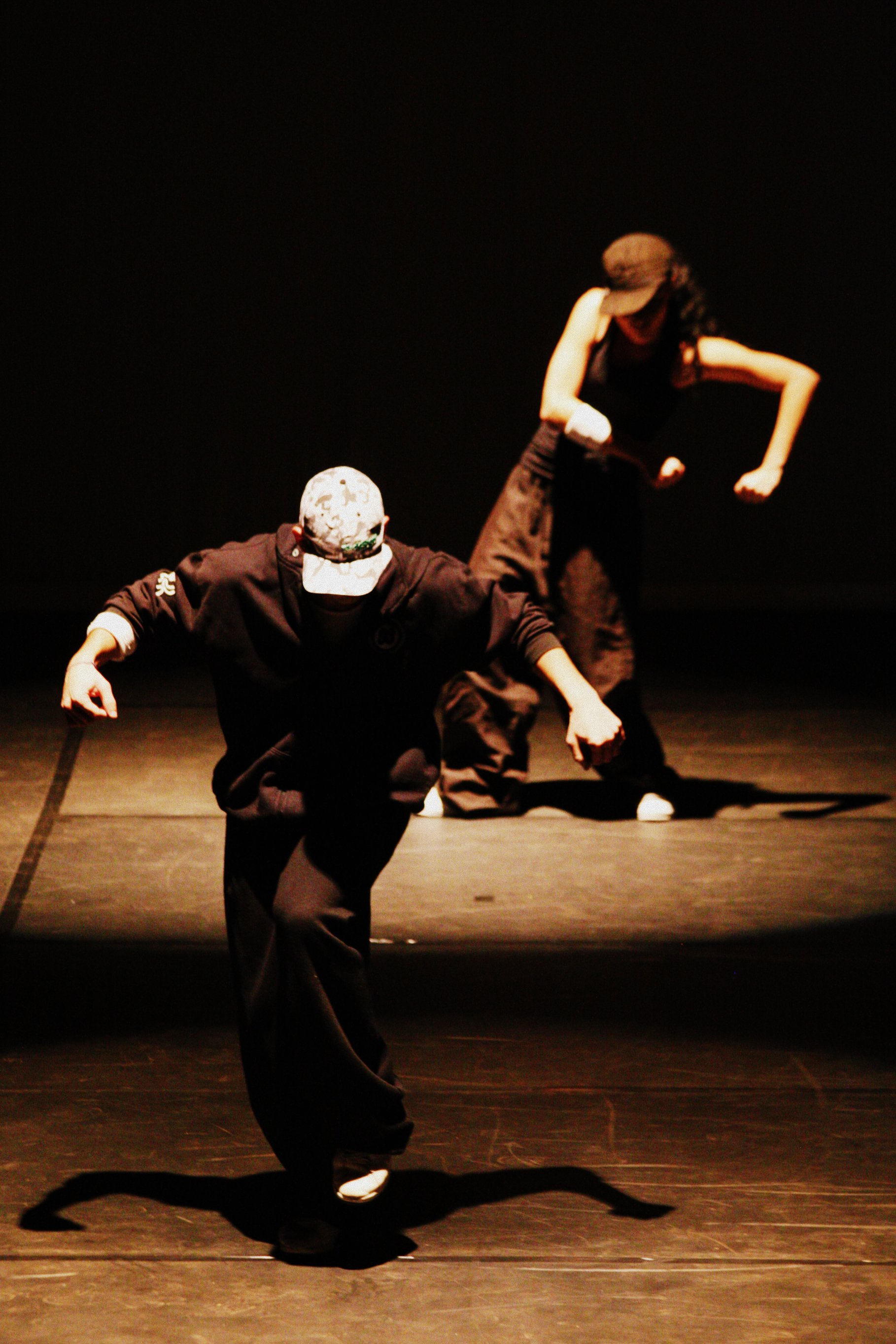
Dos bailarines de baile urbano bailando en el concurso de baile URBANOS, en Brasil.

El baile urbano o baile callejero (en inglés: urban dance o street dance) es un estilo de baile, independientemente del país de origen, el cual evolucionó fuera de los estudios de baile en cualquier espacio abierto disponible como calles, fiestas de baile, fiestas de barrio, parques, patios escolares, raves y clubes nocturnos. El término se utiliza para describir las danzas vernáculas en el contexto urbano. Los bailes vernaculares a menudo son improvisados y de naturaleza social, fomentando la interacción y el contacto con los espectadores y otros bailarines. Estos bailes forman parte de la cultura vernacular de la zona geográfica de donde provienen. Ejemplos de danza callejera incluyen al b-boying (o breakdance), que se originó en la ciudad de Nueva York,￼ en el barrio del Bronx, en los años 70 y en las discotecas. Por lo que fue importada principalmente de Estados Unidos y Jamaica, su reconocimiento en estos lugares se gestó en la década de 1970.
Se cree que el Clogging se considera una forma muy temprana de baile urbano, ya que evolucionó en las calles y fábricas del norte de Inglaterra a mediados del siglo XIX.￼ 
El baile urbano (danza urbana) es una forma de expresión artística que utiliza un lenguaje técnico específico y, a su vez, es un fenómeno cultural que refleja un contexto y una situación social concretos. Está estrechamente relacionada con la cultura Hip Hop. Con el tiempo, ha evolucionado de las calles a formas más comerciales, profesionales y competitivas. Se caracteriza por su énfasis en la expresividad, la coordinación, la improvisación y la creatividad individual.
Algunos de los principales estilos de danza urbana son:
- Breakdance (Breaking)
- Hip-hop
- Popping
- Locking
- House
- Waacking
- Krumping
- Flexing
- Dancehall
- Twerk
- Voguing
- Funky